# Cornelia Ewigleben

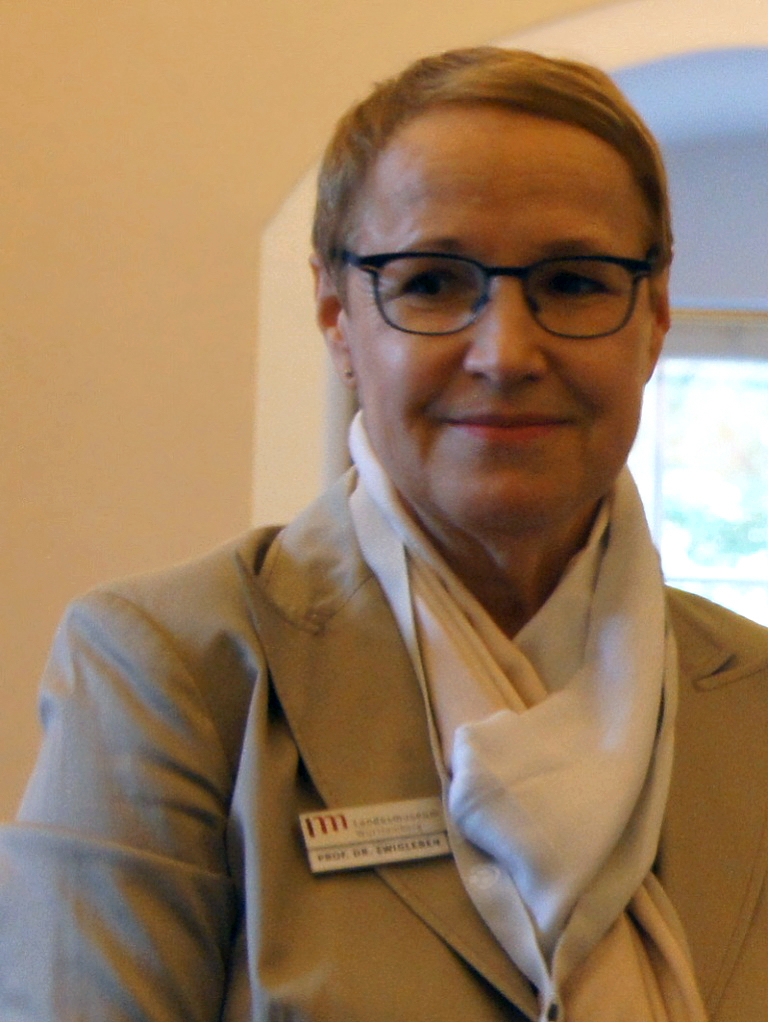
Cornelia Ewigleben durante l'introduzione del Wikipedia – GLAM on Tour 2016 presso il Landesmuseum Württemberg

Cornelia Ewigleben (Bispingen, 1954) è un'archeologa e storica tedesca.

## Biografia
Ha iniziato nel 1976 lo studio di Archeologia classica e Storia presso le Università di Treviri ed Oxford, conseguendo il dottorato a Treviri nel 1987.
Dal 1988 è stata volontaria presso il Museum für Kunst und Gewerbe di Amburgo e, in seguito, direttrice del Dipartimento Antichità. Dal 1º gennaio 2000 sino alla fine di aprile 2005 è stata direttrice del Museo Storico del Palatinato a Spira; dal 1º maggio 2005 divenne infine direttrice del Landesmuseum Württemberg di Stoccarda, carica mantenuta fino al 2020.
Nel mese di dicembre 2014 è divenuta senatore onorario presso l'Università di Tubinga.
È sposata con il direttore del Badisches Landesmuseum di Karlsruhe, l'archeologo classico Eckart Kohne che, dal 2011, è stato il suo successore in qualità di direttore del museo di Spira sino al 2014.